# Dirt Forge
Dirt Forge er et Københavnsk engelsksproget Heavy Metal-band fra 2013.
Dirt Forges første udspil var EP'en Ratcatchers udkom den 1. oktober 2015. I 2017 udgav de deres debutalbum Soothsayer.

## Historie
Bandet mødte hinanden i 2013 til Helhorses releaseparty for Oh Death. Bandet fik deres festivaldebut på Roskilde Festival 2018. I 2019 spillede Dirt Forge sammen med Bersærk et udsolgt show i Pumpehuset.

## Diskografi
- 2015: Ratcatchers (EP)
- 2017: Soothsayer (Album)
- 2022: Interspheral (Album)